# Tocqueville-les-Murs
Tocqueville-les-Murs est une commune française située dans le département de la Seine-Maritime en région Normandie.

## Géographie

### Localisation

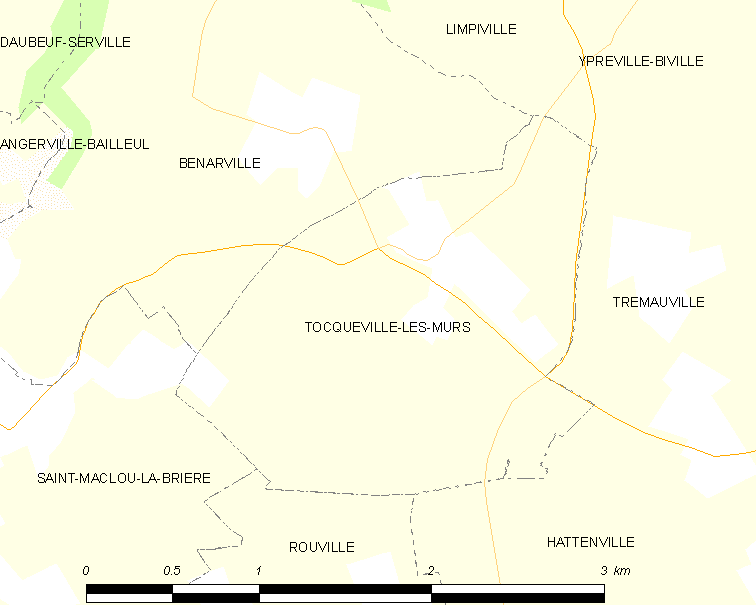
Carte de la commune.
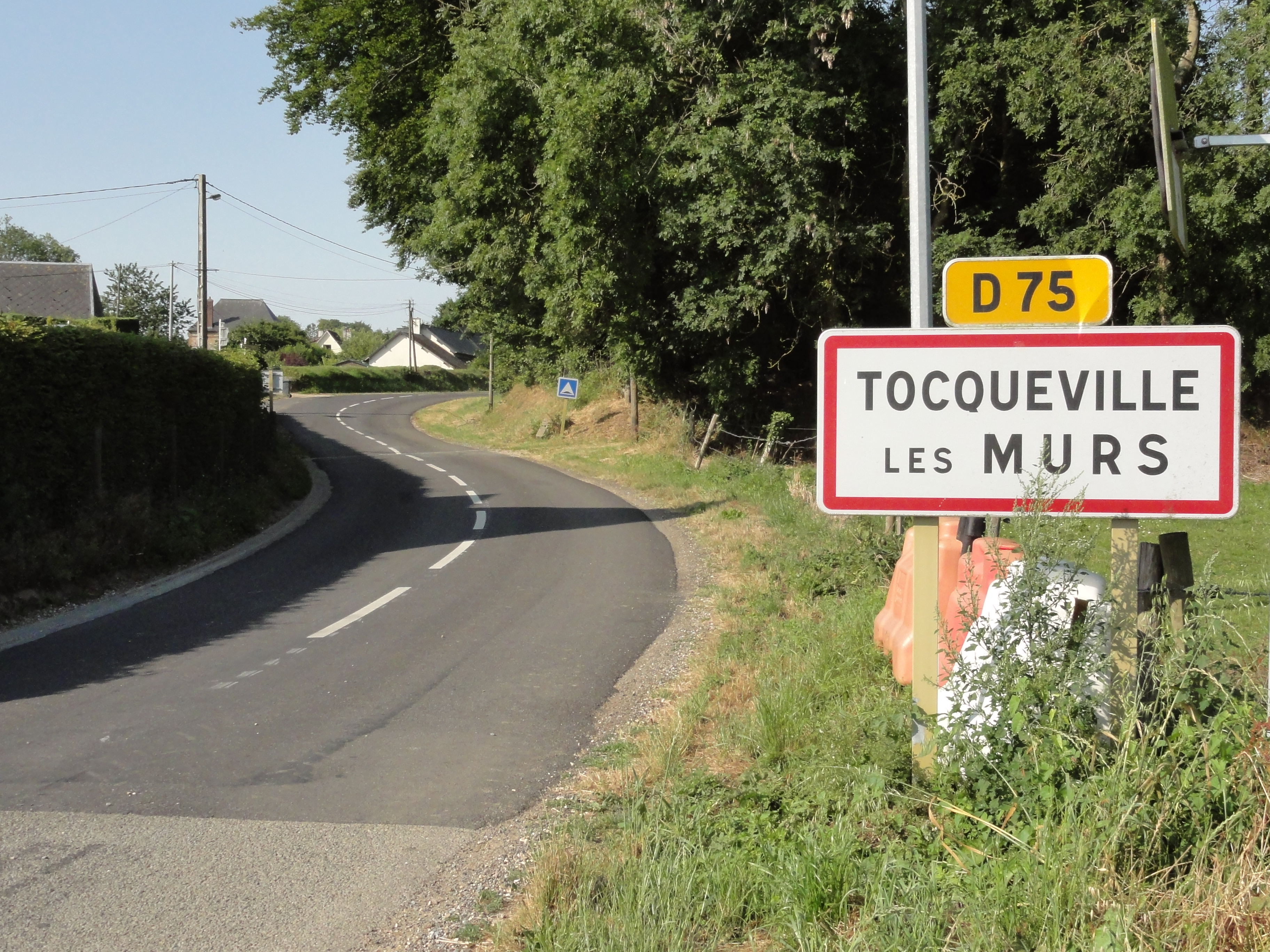
Entrée de Tocqueville-les-Murs.

| Bénarville             | Ypreville-Biville    |             |
|                        | Tocqueville-les-Murs | Trémauville |
| Saint-Maclou-la-Brière | Rouville             | Hattenville |

### Hydrographie
La commune est située dans le bassin Seine-Normandie. Elle n'est drainée par aucun cours d'eau,.

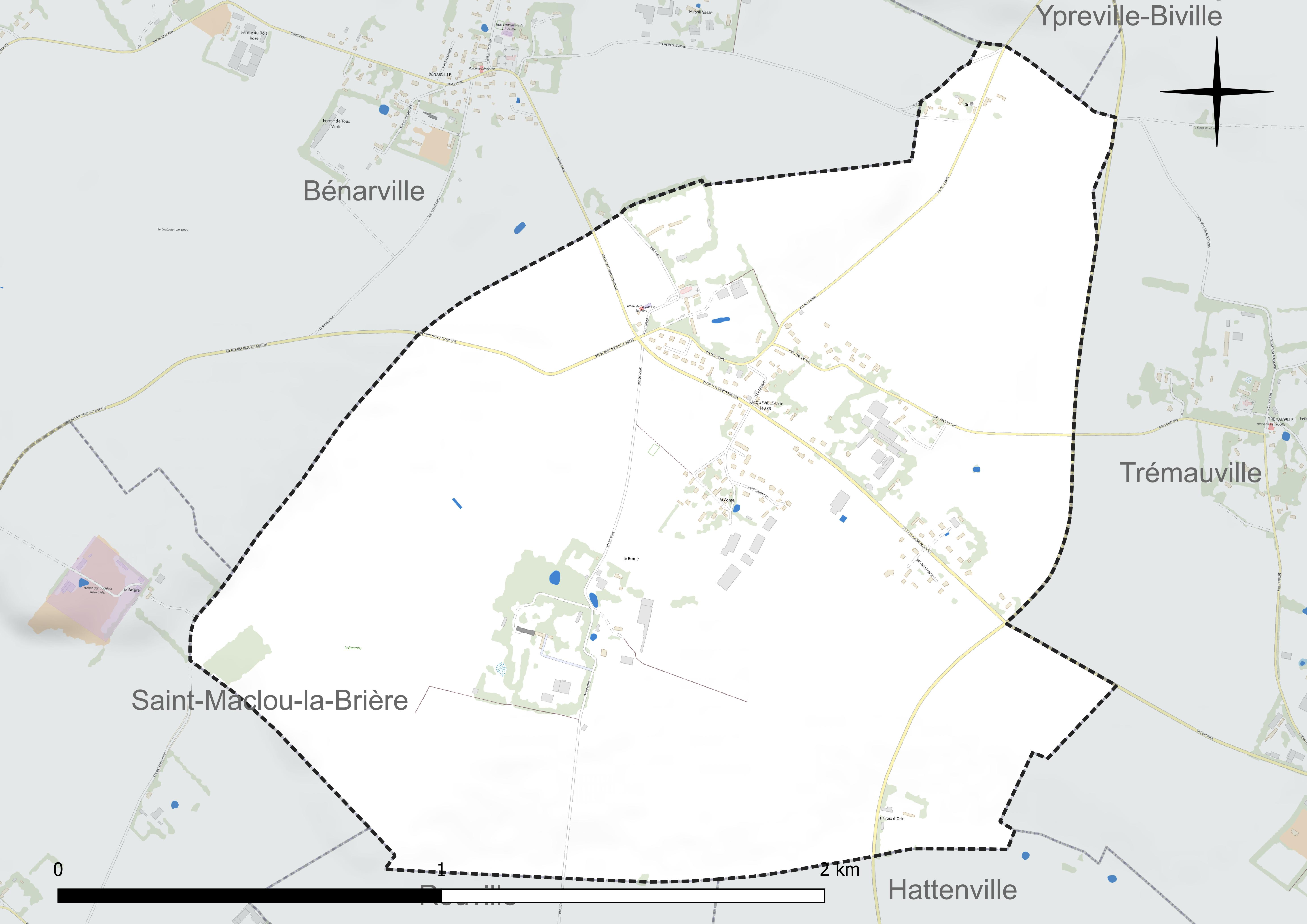
Réseau hydrographique de Tocqueville-les-Murs.

### Climat
Pour des articles plus généraux, voir Climat de la Normandie et Climat de la Seine-Maritime.
En 2010, le climat de la commune est de type climat océanique franc, selon une étude du CNRS s'appuyant sur une série de données couvrant la période 1971-2000. En 2020, Météo-France publie une typologie des climats de la France métropolitaine dans laquelle la commune est exposée à un climat océanique et est dans la région climatique Côtes de la Manche orientale, caractérisée par un faible ensoleillement (1 550 h/an) ; forte humidité de l’air (plus de 20 h/jour avec humidité relative > 80 % en hiver), vents forts fréquents. Parallèlement le GIEC normand, un groupe régional d’experts sur le climat, différencie quant à lui, dans une étude de 2020, trois grands types de climats pour la région Normandie, nuancés à une échelle plus fine par les facteurs géographiques locaux. La commune est, selon ce zonage, exposée à un « climat maritime », correspondant au Pays de Caux, frais, humide et pluvieux, légèrement plus frais que dans le Cotentin.
Pour la période 1971-2000, la température annuelle moyenne est de 10,3 °C, avec une amplitude thermique annuelle de 12,9 °C. Le cumul annuel moyen de précipitations est de 963 mm, avec 13,4 jours de précipitations en janvier et 8,8 jours en juillet. Pour la période 1991-2020, la température moyenne annuelle observée sur la station météorologique la plus proche, située sur la commune d'Ectot-lès-Baons à 22 km à vol d'oiseau, est de 10,8 °C et le cumul annuel moyen de précipitations est de 905,5 mm,. Pour l'avenir, les paramètres climatiques de la commune estimés pour 2050 selon différents scénarios d’émission de gaz à effet de serre sont consultables sur un site dédié publié par Météo-France en novembre 2022.

## Urbanisme

### Typologie
Au 1er janvier 2024, Tocqueville-les-Murs est catégorisée commune rurale à habitat dispersé, selon la nouvelle grille communale de densité à sept niveaux définie par l'Insee en 2022.
Elle est située hors unité urbaine. Par ailleurs la commune fait partie de l'aire d'attraction du Havre, dont elle est une commune de la couronne,. Cette aire, qui regroupe 116 communes, est catégorisée dans les aires de 200 000 à moins de 700 000 habitants,.

### Occupation des sols
L'occupation des sols de la commune, telle qu'elle ressort de la base de données européenne d’occupation biophysique des sols Corine Land Cover (CLC), est marquée par l'importance des territoires agricoles (100 % en 2018), une proportion identique à celle de 1990 (100 %). La répartition détaillée en 2018 est la suivante : 
terres arables (87,7 %), zones agricoles hétérogènes (11,1 %), prairies (1,2 %). L'évolution de l’occupation des sols de la commune et de ses infrastructures peut être observée sur les différentes représentations cartographiques du territoire : la carte de Cassini (XVIIIe siècle), la carte d'état-major (1820-1866) et les cartes ou photos aériennes de l'IGN pour la période actuelle (1950 à aujourd'hui).

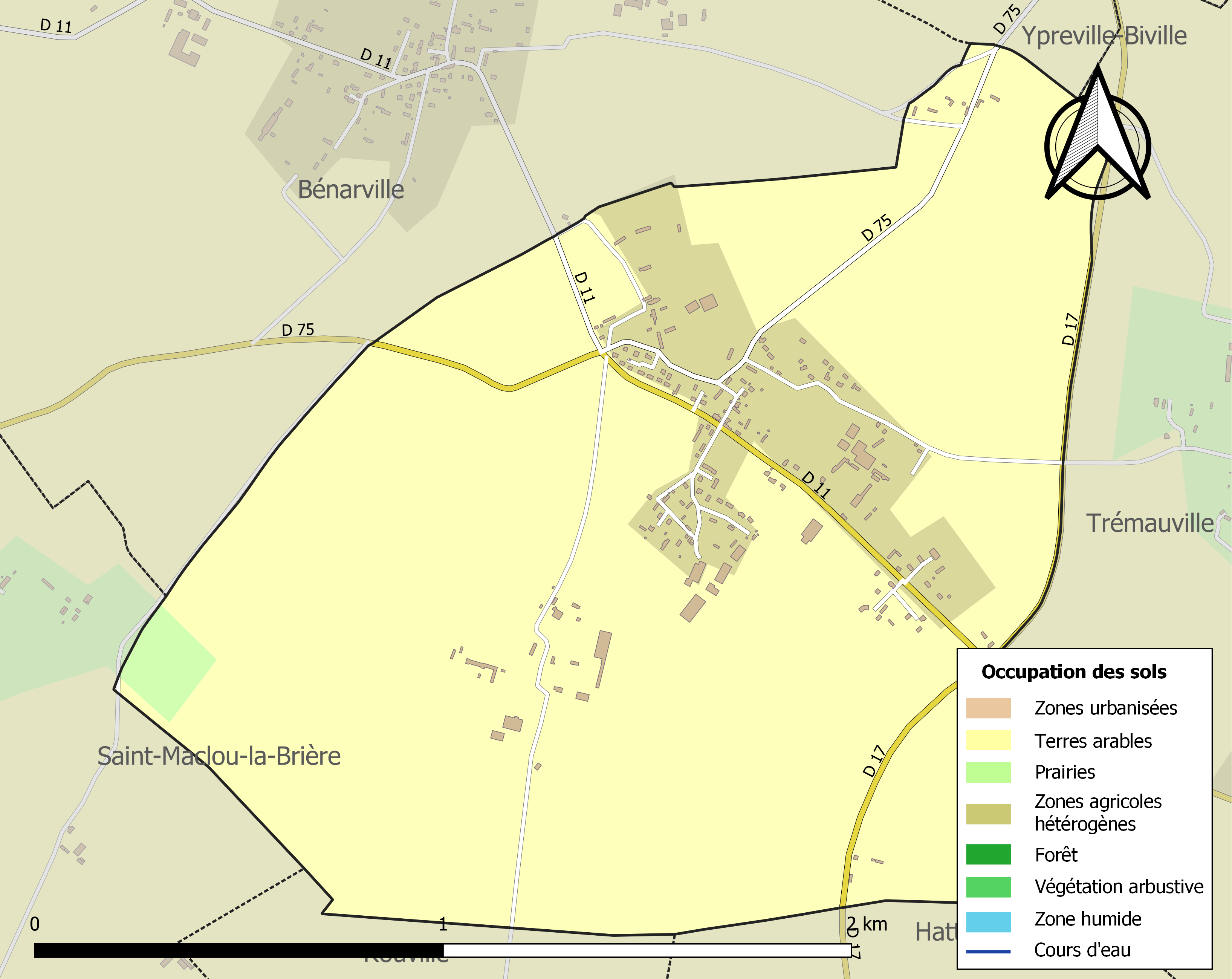
Carte des infrastructures et de l'occupation des sols de la commune en 2018 (CLC).

## Toponymie
Le nom de la localité est attesté sous les formes Toca villa en 1067-1079 (Jean Adigard des Gautries, Noms de personnes, 420) ou Tocavilla en 1067 - 1079, Thochevilla en 1165-1183 (Bibliothèque de Rouen ms 1224, f. 23 v.), Touquevilla vers 1240 (H. Fr. XXIII, 287), Toquevilla 1337, Toqueville 1431 (Longnon, 25, 86), Touqueville en 1319 (Archives départementales de la Seine-Maritime, G 3267), Toqueville en 1323, Toquevilla en 1434 (Arch. S.-M. 7 H), Toqueville en 1495 (Arch. S.-M. 7 H 589) et en 1500 (Arch. S.-M. 7 H — Cpte), Tocqueville près Fécamp en 1615 (Arch. S.-M. tab. Rouen), Toqueville en 1713 (Arch. S.-M. G 737), Toqueville les Murs en 1774 (Arch. S.-M. E, fds Fiquet de Normanville), Toqueville du Grand-Caux, Toqueville-les-murs en 1740 (Duplessis C 705), Tocqueville les Murs en 1757 (Cassini), Tocqueville-les-Murs en 1953 (Nom.).
Il s'agit d'une formation toponymique médiévale en -ville au sens ancien de « domaine rural ». Il est précédé d'un anthroponyme, selon le cas général. Les toponymistes identifient dans l'élément Tocque- le nom de personne scandinave Toki, (comprendre vieux norrois Tóki, vieux danois Toki).
Remarque : les auteurs n'envisage pas la possibilité du nom d'homme vieux danois Tokki ou de l'équivalent féminin vieux norrois Tóka (vieux danois Toka) qui convient aussi bien. La forme Toca villa (ou Tocavilla) est également celle d'autres Tocqueville de Normandie (il n'y en a pas ailleurs) et le -a du nom de personne s'explique par la désinence casuelle du nominatif féminin correspondant à celle du mot -villa, nominatif féminin. Cependant, dans le cas d'un nom de personne masculin, le -a serait aussi la marque du génitif singulier masculin en vieux norrois.
Le déterminant transitoire du Grand-Caux s'explique par l'opposition avec du Petit-Caux, réduit simplement à en-Caux, dans Tocqueville-en-Caux, nom de lieu homonyme et peu distant. En revanche, l'origine des Murs, élément apparu au XVIIIe siècle, reste obscure.

## Histoire
Domaine rural d'un certain Toki à l'origine, qui s'est installé dans le courant du Xe siècle avec d'autres fermiers anglo-scandinaves dans la région, ce village a des origines incertaines.
On sait qu'il a été la possession de la famille de Tocqueville (à ne pas confondre avec la famille Clérel de Tocqueville dont est issu le célèbre écrivain Alexis de Tocqueville) jusqu'en 1693 ou Adrien de Tocqueville vend une terre de 70 acres autour du donjon de Tocqueville-les-Murs dont il ne restait déjà que des fondations.
Il existe en Normandie cinq communes portant le nom de Tocqueville dans trois departements différents : l'Eure, la Manche et la Seine-Maritime. Celui de la Manche a donné son nom à la famille Clerel de Tocqueville. Par contre, l'autre famille de Tocqueville a pour berceau l'ancien château de Tocqueville-les-Murs.

## Politique et administration
| Période                                  | Période                    | Identité         | Étiquette | Qualité   |
| ---------------------------------------- | -------------------------- | ---------------- | --------- | --------- |
| Les données manquantes sont à compléter. |                            |                  |           |           |
| avant 1988                               |                            | Gaston Malandain |           |           |
| mars 2001                                | 2008                       | Bernard Cardon   |           |           |
| 2008                                     | 2014                       | Gervais Goupil   |           |           |
| 2014                                     | mai 2020                   | Nadine Mutel     |           | Retraitée |
| juillet 2020                             | En cours (au 10 août 2020) | Gervais Goupil   |           | Retraité  |

## Démographie
L'évolution du nombre d'habitants est connue à travers les recensements de la population effectués dans la commune depuis 1793. Pour les communes de moins de 10 000 habitants, une enquête de recensement portant sur toute la population est réalisée tous les cinq ans, les populations de référence des années intermédiaires étant quant à elles estimées par interpolation ou extrapolation. Pour la commune, le premier recensement exhaustif entrant dans le cadre du nouveau dispositif a été réalisé en 2005.

En 2022, la commune comptait 274 habitants, en évolution de −2,49 % par rapport à 2016 (Seine-Maritime : +0,35 %, France hors Mayotte : +2,11 %).
| 1793 | 1800 | 1806 | 1821 | 1831 | 1836 | 1841 | 1846 | 1851 |
| ---- | ---- | ---- | ---- | ---- | ---- | ---- | ---- | ---- |
| 215  | 252  | 245  | 228  | 633  | 631  | 663  | 628  | 621  |

| 1856 | 1861 | 1866 | 1872 | 1876 | 1881 | 1886 | 1891 | 1896 |
| ---- | ---- | ---- | ---- | ---- | ---- | ---- | ---- | ---- |
| 616  | 682  | 737  | 288  | 283  | 334  | 308  | 329  | 311  |

| 1901 | 1906 | 1911 | 1921 | 1926 | 1931 | 1936 | 1946 | 1954 |
| ---- | ---- | ---- | ---- | ---- | ---- | ---- | ---- | ---- |
| 266  | 228  | 224  | 198  | 208  | 215  | 228  | 210  | 219  |

| 1962 | 1968 | 1975 | 1982 | 1990 | 1999 | 2005 | 2006 | 2010 |
| ---- | ---- | ---- | ---- | ---- | ---- | ---- | ---- | ---- |
| 200  | 185  | 171  | 236  | 223  | 209  | 269  | 273  | 308  |

| 2015 | 2020 | 2022 | - | - | - | - | - | - |
| ---- | ---- | ---- | - | - | - | - | - | - |
| 287  | 280  | 274  | - | - | - | - | - | - |

## Culture locale et patrimoine

### Lieux et monuments

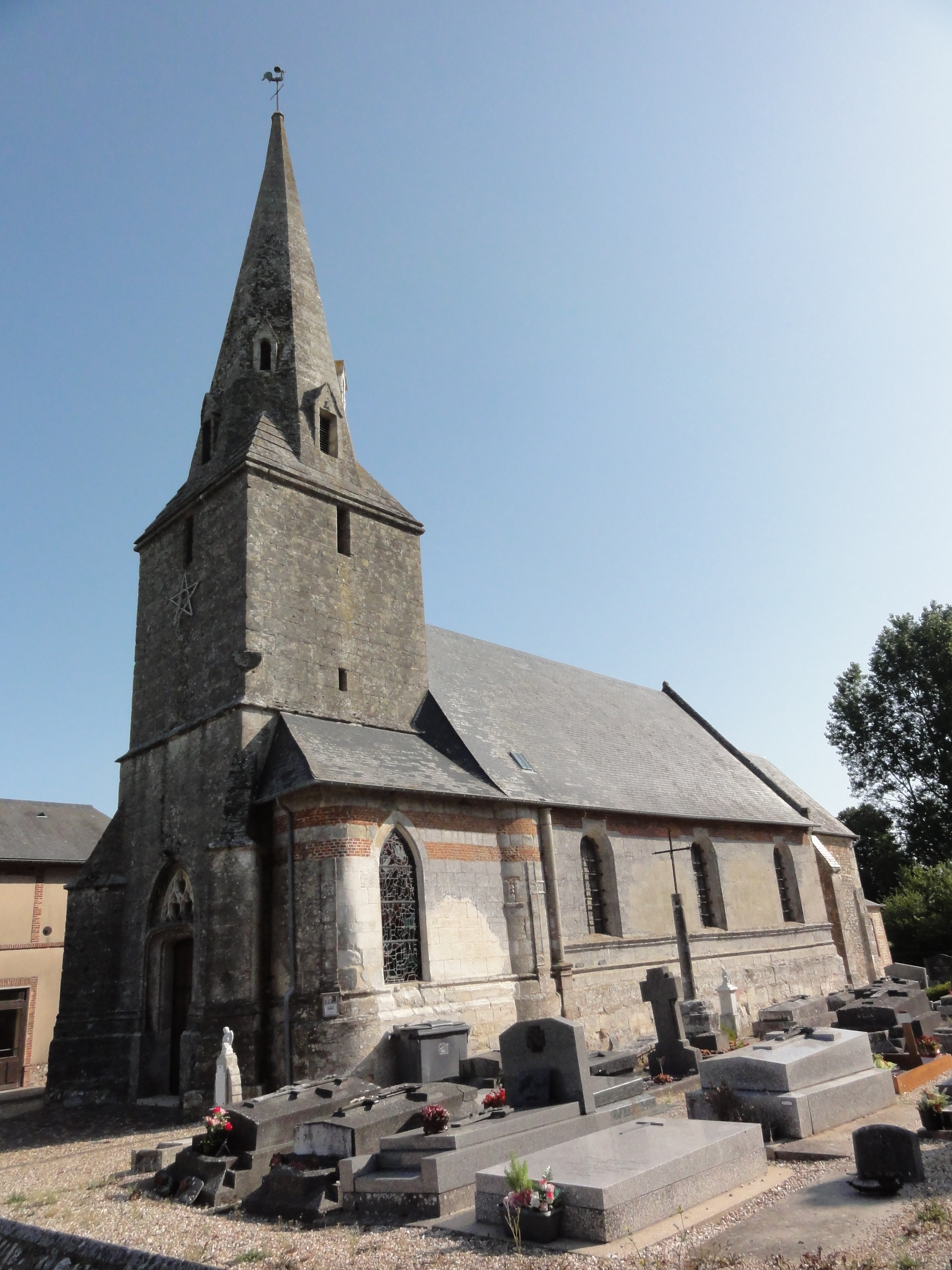
Église Saint-Germain.
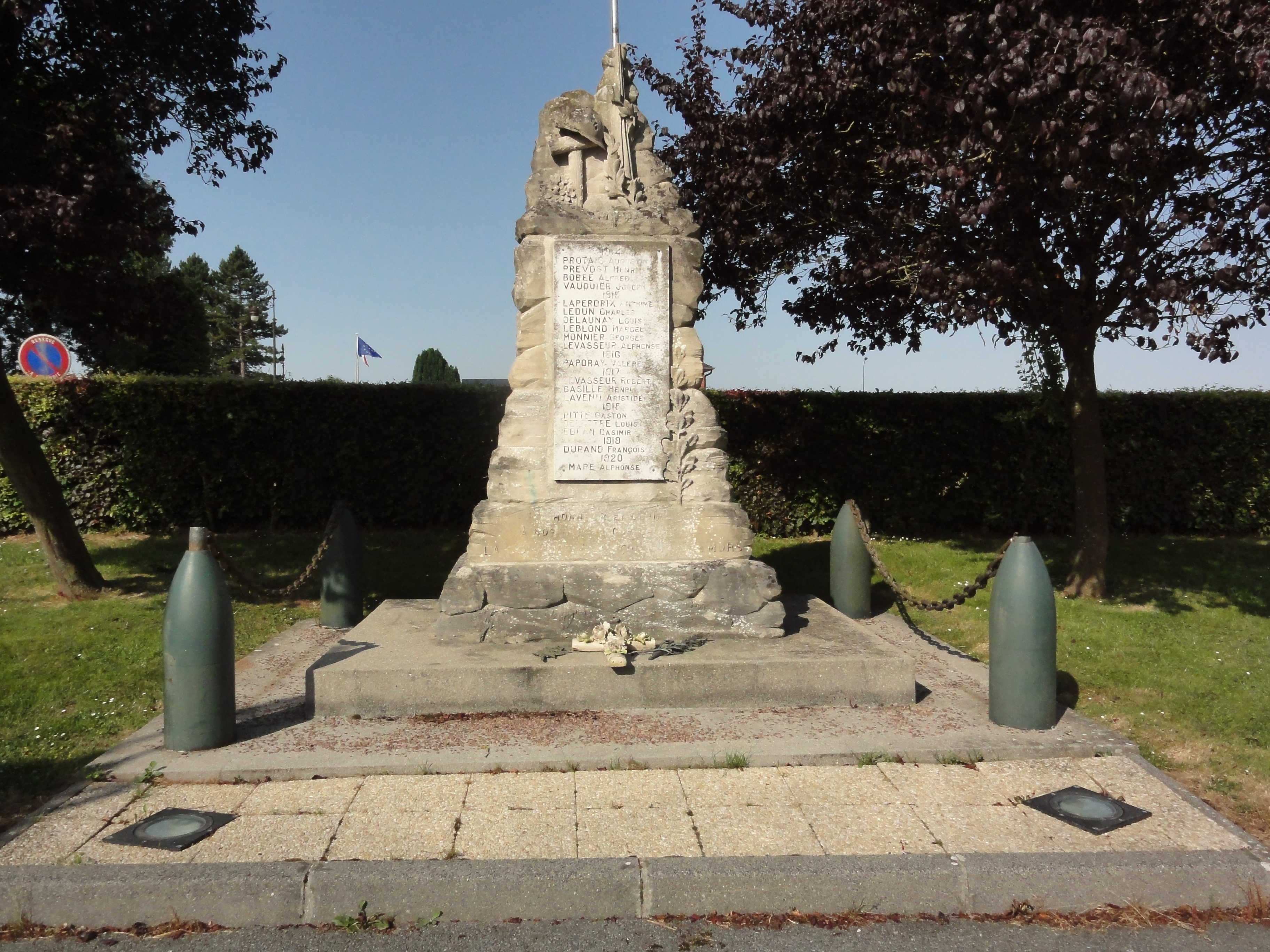
Monument aux morts.
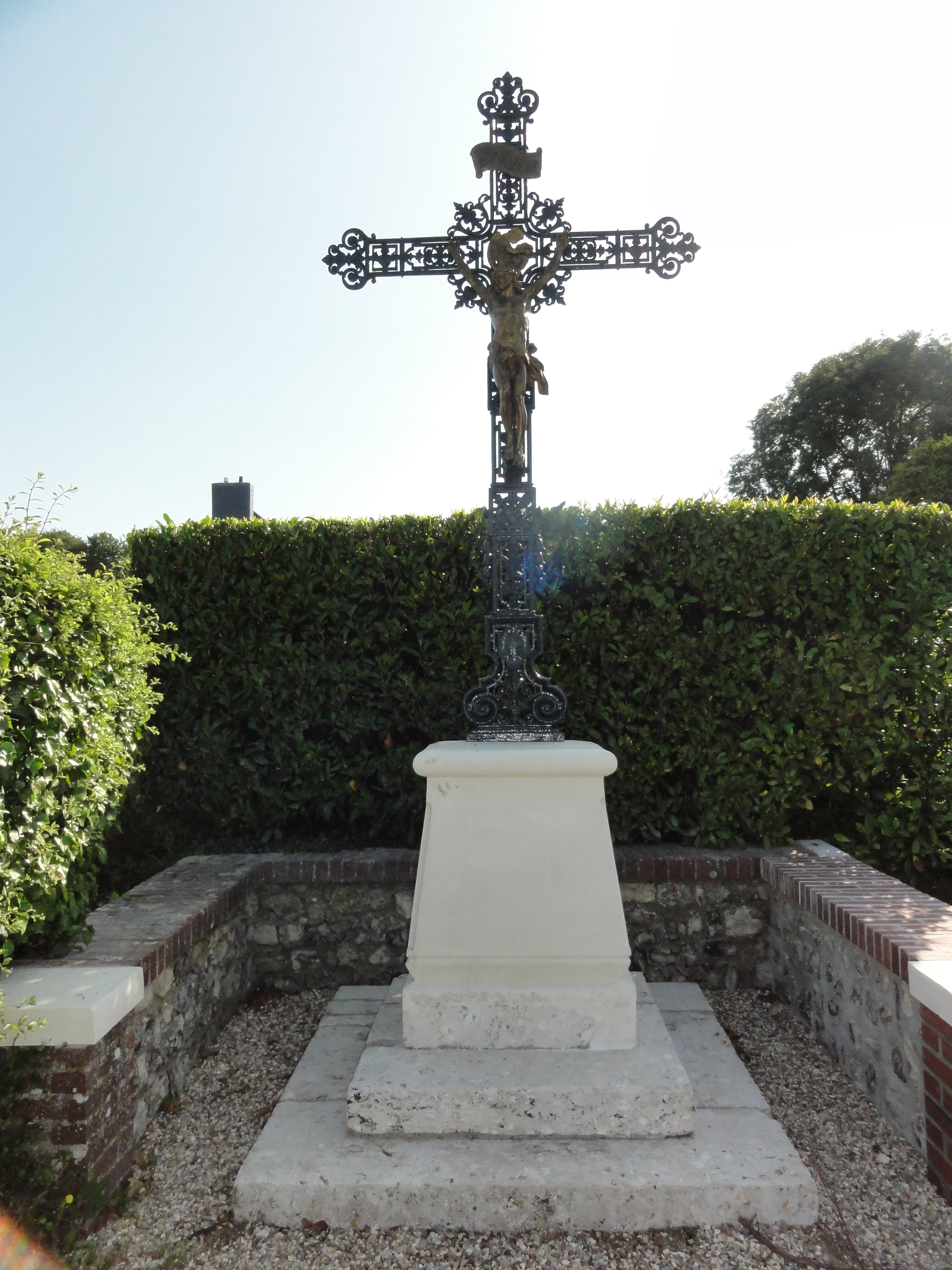
Croix de chemin.

Croix de chemin. 
- Église Saint-Germain.
- Monument aux morts.
- Croix de chemin.

### Héraldique
| Armes de Tocqueville-les-Murs | Les armes de la commune de Tocqueville-les-Murs se blasonnent ainsi : De gueules à la croix [en filet] d’argent, à l'écusson d’azur au chevron accompagné en chef de deux étoiles et en pointe d’un renard passant le tout d’or brochant en cœur ; au chef comble coupé crénelé d’azur et d’or brochant sur le tout. |